# 隆恩圳 (新竹)
隆恩圳，是位於台灣新竹地區的一項水利工程設施，與嘉義縣的道將圳、彰化縣的八堡圳並稱台灣三大古圳。

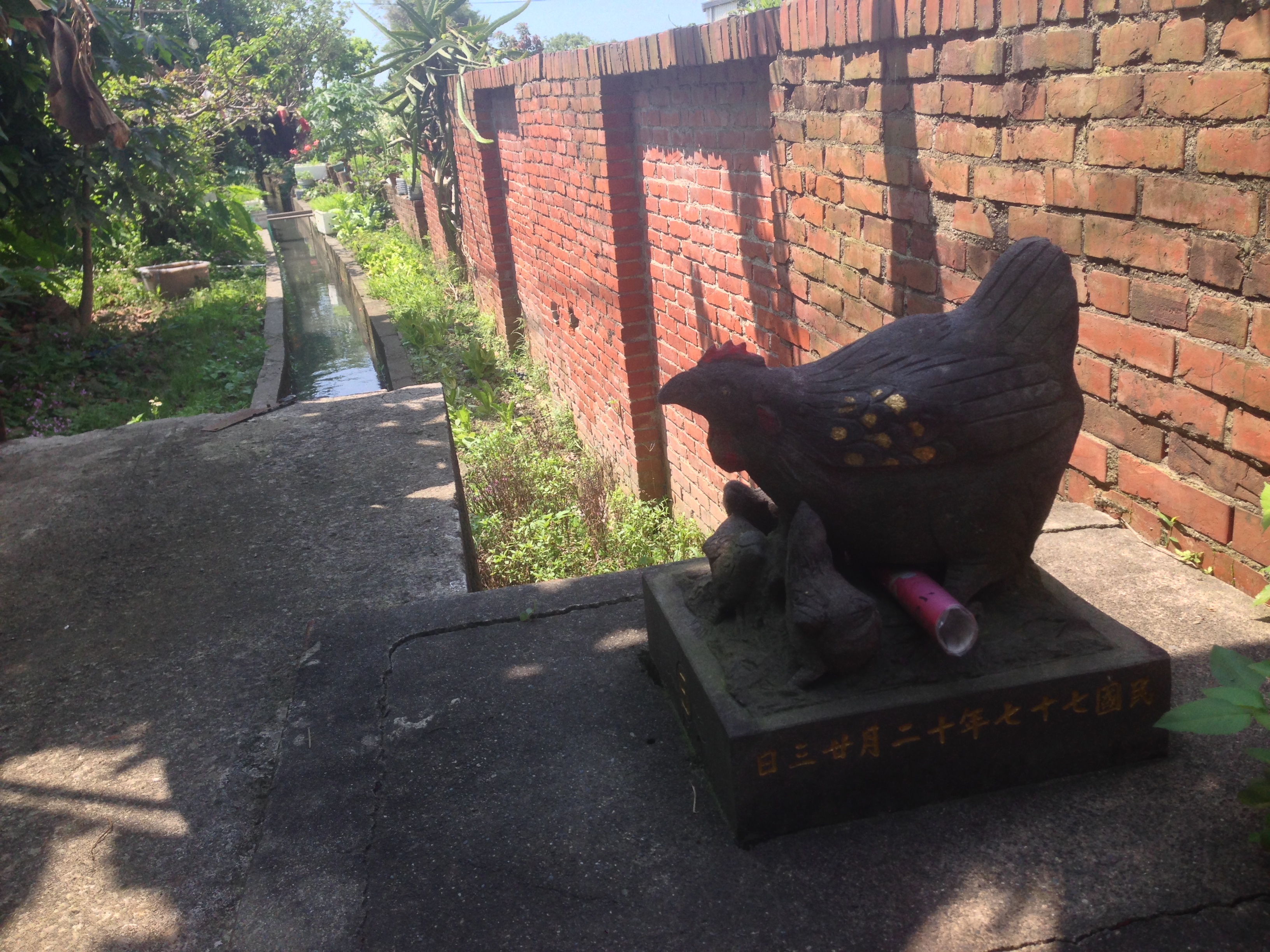
位在隆恩圳旁的金雞母厭勝物。

清康熙五十四年（1715年），王世傑及其侄為開墾南勢、北勢之荒埔，自九芎林溪（日治時期舊稱頭前溪中段以上為九芎林溪）引水開鑿圳道，初期灌溉面積為114甲，其後陸續擴建，至雍正三年（1725年）灌溉面積已達400甲，故稱為「四百甲圳」。其圳路於九芎林溪前分南北兩路，北路分三分之水額，稱「新社埤圳」；南路為四百甲圳之主幹線，經員山仔、七份仔、麻園堵(現今竹中)、隘口等庄後進入六張犁。
乾隆年間，王家與鄭家爭訟，耗資甚鉅。管事王佐曾向臺灣城守營參將借款，敗訴後無力償還，經請特准將王家田地抵償公款，埤圳亦歸公有，因而改稱為「隆恩圳」。
2018年，新竹市政府針對隆恩圳進行改造，以風鈴高燈、水草欄杆等創意設施打造城市綠帶，也因此獲得國家卓越建設獎的「最佳規劃設計類」金質獎。